# Englische Cricket-Nationalmannschaft in den West Indies in der Saison 2014/15
Die Tour der englischen Cricket-Nationalmannschaft in die West Indies in der Saison 2014/15 fand vom 6. April bis zum 5. Mai 2015 statt. Die internationale Cricket-Tour war Teil der internationalen Cricket-Saison 2014/15 und umfasste eine aus drei Spiele bestehende Testserie, die 1-1 ausging. Da die letzte Testserie zwischen England und den West Indies im Jahr 2012 von England gewonnen worden war, konnte England die Wisden Trophy, die an den Gewinner dieser Testserie geht, erfolgreich verteidigen.
Am zweiten Tag des dritten Test Matchs erzielten die West Indies 18 Wickets, was einen Test-Cricket-Rekord für die West Indies darstellt.

## Vorgeschichte

### Einordnung
Beide Mannschaften spielten zuvor beim Cricket World Cup 2015, wobei England in der Vorrunde und die West Indies im Viertelfinale ausschieden. Die West Indies spielten zuvor eine Tour in Südafrika, England in Sri Lanka. Eine Limited-Overs Tour zwischen den beiden Mannschaften fand im Jahr zuvor ebenfalls in den West Indies statt.

## Stadien
Die folgenden Stadien wurden für die Tour als Austragungsort vorgesehen und am 12. Dezember 2009 festgelegt.
| Stadt        | Land                | Stadion                     | Kapazität | Spiele  |
| ------------ | ------------------- | --------------------------- | --------- | ------- |
| North Sound  | Antigua und Barbuda | Sir Vivian Richards Stadium | 20.000    | 1. Test |
| Bridgetown   | Barbados            | Kensington Oval             | 31.000    | 3. Test |
| St. George’s | Grenada             | Grenada National Stadium    | 20.000    | 2. Test |

## Kaderlisten
England benannte seinen Kader am 18. März 2015. Die West Indies benannten ihren Kader am 10. April 2015.
| West Indies | England |
| --- | --- |
| - Denesh Ramdin (K & wk) - Kraigg Brathwaite (VK) - Sulieman Benn - Devendra Bishoo - Jermaine Blackwood - Carlos Brathwaite - Darren Bravo - Shivnarine Chanderpaul - Shannon Gabriel - Jason Holder - Shai Hope - Veerasammy Permaul - Kemar Roach - Marlon Samuels - Devon Smith - Jerome Taylor | - Alastair Cook (K) - Moeen Ali - James Anderson - Jonny Bairstow - Gary Ballance - Ian Bell - Stuart Broad - Jos Buttler (wk) - Chris Jordan - Adam Lyth - Liam Plunkett - Adil Rashid - Joe Root - Ben Stokes - James Tredwell - Jonathan Trott - Mark Wood |

## Tour Matches
| 6. – 7. April Scorecard | Basseterre | St Kitts Invitational XI 59 (26.3) & 76-7 (35) | – | England XI 379-6d (115.2) |
|                         |            | Remis                                          |   |                           |

| 8. – 9. April Scorecard | Basseterre | St Kitts Invitational XI 303-9d (90) | – | England XI 222 (78.1) |
|                         |            | Remis                                |   |                       |

## Tests

### Erster Test in North Sound
| 13. – 17. April Scorecard | North Sound | England 399 (110.4) & 333-7d (86) | – | West Indies 295 (113) & 350-7 (129.4) |
|                           |             | Remis                             |   |                                       |

### Zweiter Test in St. George’s
| 21. – 25. April Scorecard | St. George’s | West Indies 299 (104.4) & 307 (112) | – | England 464 (144.1) & 144-1 (41.1) |
|                           |              | England gewinnt mit 9 Wickets       |   |                                    |

### Dritter Test in Bridgetown
| 1. – 5. Mai Scorecard | Bridgetown | England 257 (96.3) & 123 (42.1)   | – | West Indies 189 (49.4) & 194-5 (62.4) |
|                       |            | West Indies gewinnt mit 5 Wickets |   |                                       |

## Statistiken
Die folgenden Cricketstatistiken wurden bei dieser Tour erzielt.
| Tests              | Tests       | Tests   | Tests   | Tests   | Tests   | Tests   | Tests   | Tests   |
| Batting            | Batting     | Batting | Batting | Batting | Batting | Batting | Batting | Batting |
| Spieler            | Mannschaft  | Spiele  | Innings | Runs    | Average | HS      | 100s    | 50s     |
| ------------------ | ----------- | ------- | ------- | ------- | ------- | ------- | ------- | ------- |
| Joe Root           | England     | 3       | 5       | 358     | 89,50   | 182*    | 1       | 2       |
| Gary Ballance      | England     | 3       | 6       | 331     | 66,20   | 122     | 1       | 2       |
| Jermaine Blackwood | West Indies | 3       | 6       | 311     | 77,75   | 112*    | 1       | 1       |
| Alastair Cook      | England     | 3       | 6       | 268     | 53,60   | 105     | 1       | 2       |
| Dwayne Bravo       | West Indies | 3       | 6       | 237     | 39,50   | 82      | 0       | 2       |
| Bowling            |             |         |         |         |         |         |         |         |
| Spieler            | Mannschaft  | Spiele  | Overs   | Wickets | Average | BBI     | 5W      | 10W     |
| James Anderson     | England     | 3       | 119.2   | 17      | 18,00   | 6/42    | 1       | 0       |
| Jerome Taylor      | West Indies | 2       | 63.4    | 11      | 18,27   | 3/33    | 0       | 0       |
| Stuart Broad       | England     | 3       | 111     | 10      | 32,00   | 4/61    | 0       | 0       |
| Jason Holder       | West Indies | 3       | 89.5    | 8       | 31,12   | 3/15    | 0       | 0       |
| Shannon Gabriel    | West Indies | 2       | 51      | 6       | 25,00   | 2/47    | 0       | 0       |
| Moeen Ali          | England     | 2       | 60.2    | 6       | 34,66   | 3/51    | 0       | 0       |
| Chris Jordan       | England     | 3       | 104     | 6       | 42,66   | 2/65    | 0       | 0       |

## Player of the Series
Als Player of the Series wurden die folgenden Spieler ausgezeichnet.
| Serie | Player of the Series |
| ----- | -------------------- |
| Test  | James Anderson       |

### Player of the Match
Als Player of the Match wurden die folgenden Spieler ausgezeichnet.
| Spiel   | Player of the Match |
| ------- | ------------------- |
| 1. Test | Jason Holder        |
| 2. Test | Joe Root            |
| 3. Test | Jermaine Blackwood  |